# 柴田一幸
柴田 一幸（しばた かずゆき、1974年〈昭和49年〉9月16日 -没年不明 ）は、日本の元子役。東京都足立区出身。所属事務所は劇団日本児童だった。

## 人物
1981年、テレビドラマ『キッド』（日本テレビ）でデビュー。80年代に子役として活躍。1986年放送のテレビドラマ「親子ゲーム」（TBS）での麻理男(マリオ)役で「心を閉ざした少年」という難役を演じた事で話題となり、同年末の日本レコード大賞では最優秀新人賞のプレゼンテーターを務めた。
その後の活躍が期待されていたが、中学生となった1987年を以って学業優先のため芸能界を引退。
中学校卒業後は花咲徳栄高等学校に進学。(卒業したのかは不明)
子役時代、好きなスポーツは野球、サッカー、水泳。

## 出演

### テレビドラマ
- グランド劇場「キッド」（1981年、日本テレビ） - 木戸イサム 役
- ハウスこども劇場「おじさんは原始人だった」（1982年、テレビ朝日）
- ザ・サスペンス「女囚第3監房の脱走」（1982年、TBS）
- 大戦隊ゴーグルファイブ 第39話「悪魔の人喰い絵本」（1982年、テレビ朝日）- オサム 役
- 家政婦は見た!（1983年、テレビ朝日）- 稲村健二郎 役
- 愛の劇場「めだかの歌」（1983年、TBS）
- 銀河テレビ小説（NHK）
  - 「パパ スカートはいてよ」（1983年）- 竹井ヤスシ 役
  - 「花丸銀平」（1984年）- マー坊 役
- 看護婦日記 パートI（1983年、TBS） - 西脇健 役
- 金曜ファミリーワイド「松本清張の地の骨」（1984年、フジテレビ） - 川西政之 役
- 武田鉄矢のせんせいけらいになれ!（1984年、TBS）
- その時、妻は（1984年、TBS）
- 土曜グランド劇場「気分は名探偵」 第14話「どんぐり小僧の涙」（1985年、日本テレビ）
- 月曜ドラマランド「ライパチくん」（1985年、フジテレビ）
- その時、妻は2（1985年、TBS）
- 親子ゲーム（1986年、TBS） - 吉田麻理男 役
- 親子万才（1987年、TBS） - 星幸宏 役

### バラエティ番組
- 第28回日本レコード大賞 プレゼンテーター（1986年）

## ディスコグラフィ
- 白馬くん（1982年） - ハクタイユー応援歌。